# Мантъ
Мантъ е вид дъмплинг, който се среща главно в турската и централноазиатската кухня, но също и в Западна Азия, Южен Кавказ и на Балканите. Мантъ е популярно ястие и сред китайските мюсюлмани и се консумира в постсъветските страни, където ястието се разпространява от централноазиатските републики.
Обикновено мантъ се състои от месна смес с подправки, обикновено агнешка или телешка кайма, увита на малки хапки в тънък лист тесто, които хапки след това се варят или задушават. Размерът и формата на мантъ варира значително в зависимост от географското местоположение.
Името, в зависимост от езика, може да се отнася за един или повече дъмплинга; на български често се използва като форма и за единствено, и за множествено число.

## В турската и арменската кухня
За разлика от централноазиатските разновидности, в Анадола и Задкавказието мантъ обикновено се варят или пекат, а не се приготвят на пара и обикновено са малки по размер. В съвременната турска кухня мантъ обикновено се сервират гарнирани със сос от кисело мляко и чесън и подправени с червен пипер и разтопено масло или гарнирани със смляна смрадлика и/или сух джоджен.
Близки и сходни храни са паучи, пелмени, равиоли. 